# Gabriele Kranzelbinder

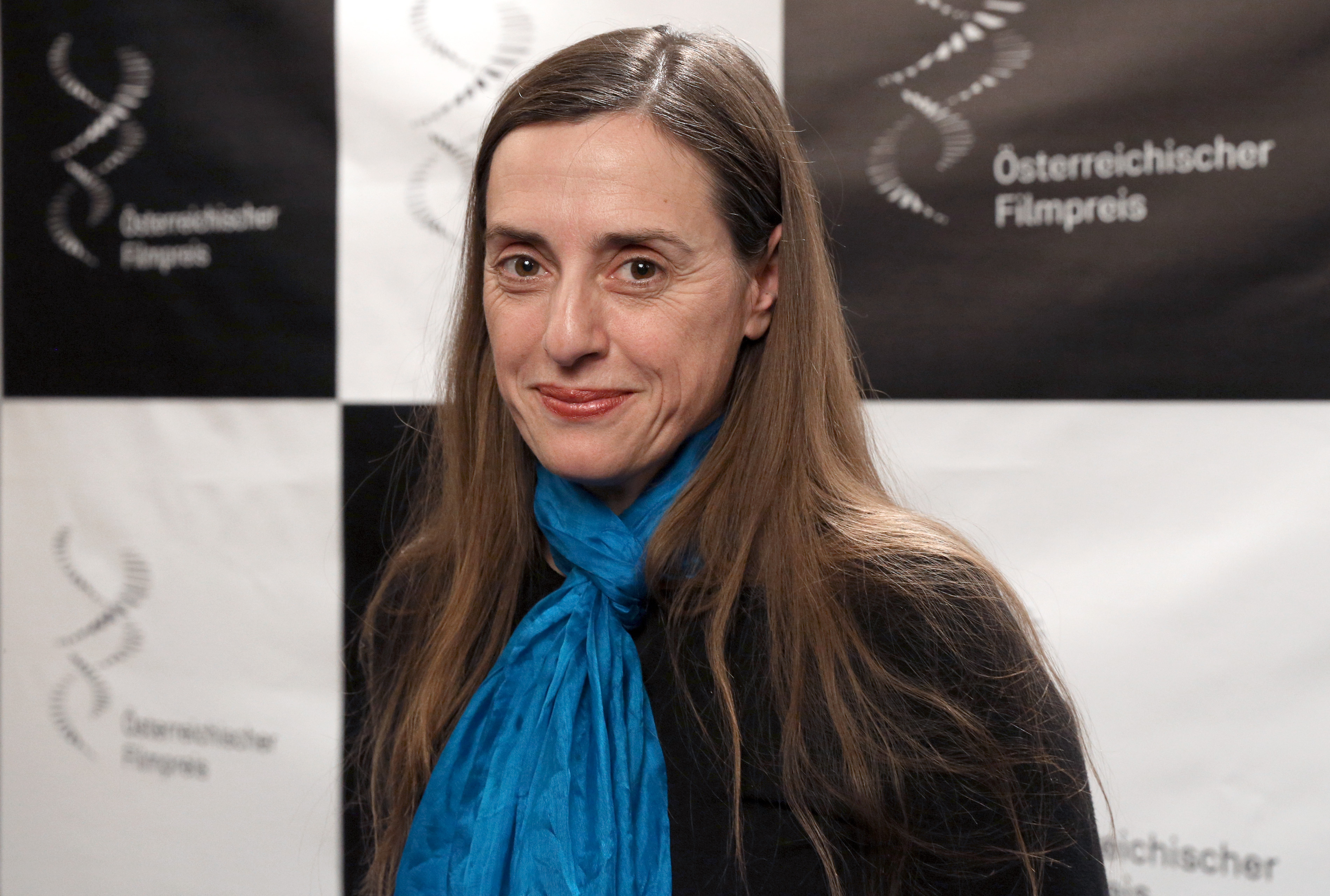
Gabriele Kranzelbinder (2015)

Gabriele Kranzelbinder (* 1968 in Klagenfurt) ist eine österreichische Filmproduzentin.

## Leben
Gabriele Kranzelbinder studierte zunächst Rechtswissenschaft in Wien, Paris und Rom. Ab 1994 war sie mit der Organisation von Film-, Theater- und Kunstprojekten beschäftigt und wirkte bei Filmproduktionen in Österreich und Italien als Produktions- und Regieassistentin mit, später übernahm sie die Produktionsleitung.
2001 war sie eine der Mitbegründerinnen der Filmproduktionsgesellschaft Amour Fou, für die sie Spiel- und Dokumentarfilme produzierte. 2007 gründete sie die KGP Kranzelbinder Gabriele Production mit Fokus auf internationale Koproduktionen von europäischen Autoren-Filmen.
Gabriele Kranzelbinder ist Gründungsmitglied der Akademie des Österreichischen Films und Vorstandsmitglied der Association of Austrian Filmproducers.

## Filmografie (Auswahl)
- 1995: Tascheninhalt und Nasenbluten (Kurzfilm, Produzentin)
- 1996: Blindgänger (Kurzfilm, Produzentin)
- 2003: Small Fires Burning (Kurzfilm, Produzentin)
- 2003: Fast Film (Kurzfilm, Koproduzentin)
- 2003: Struggle (Koproduzentin)
- 2003: Pas de repos pour les braves (Koproduzentin)
- 2003: Das Meer und der Kuchen (Dokumentation, Produzentin)
- 2004: Meine Mutter (Koproduzentin)
- 2004: Die Josef Trilogie (Produzentin)
- 2005: Crash Test Dummies (Produzentin)
- 2005: Volver la vista – der umgekehrte Blick (Dokumentation, Produzentin)
- 2005: Sperrstunde (Produzentin)
- 2006: Taxidermia – Der Ausstopfer (Produzentin)
- 2006: Kleine Geheimnisse (Perl oder Pica)
- 2006: Kurz davor ist es passiert (Produzentin)
- 2006: La mémoire des enfants (Dokumentation, Produzentin)
- 2007: Liebe und andere Verbrechen
- 2007: Schindlers Häuser (Dokumentation, Produzentin)
- 2007: Weisse Lilien (Produzentin)
- 2008: Loos Ornamental (Dokumentation, Produzentin)
- 2008: Universalove (Produzentin)
- 2009: Zara (Produzentin)
- 2009: Dust (Produzentin)
- 2009: Zwei Projekte von Friedrich Kiesler (Kurzfilm, Produzentin)
- 2010: Tender Son – Das Frankenstein Projekt (Szelíd teremtés – A Frankenstein-terv)
- 2010: Muezzin (Dokumentation, Produzentin)
- 2011: AUN: The Beginning and the End of All Things (Produzentin)
- 2011: Die Vaterlosen (Koproduzentin)
- 2012: What Is Love (Dokumentation, Produzentin)
- 2012: Griffen (Dokumentation, Produzentin)
- 2012: Museum Hours (Produzentin)
- 2013: Shirley – Visionen der Realität (Produzentin)
- 2014: We Come as Friends (Dokumentation, Produzentin)
- 2014: Und in der Mitte, da sind wir (Dokumentation, Produzentin)
- 2014: Kick Out Your Boss (Dokumentation, Produzentin)
- 2015: Bad Luck (Produzentin)
- 2016: Maikäfer flieg
- 2016: Lou Andreas-Salomé
- 2016: Home Is Here
- 2017: Life Guidance
- 2020: Landkrimi – Das Mädchen aus dem Bergsee
- 2020: Epicentro (Dokumentation)
- 2021: Moneyboys
- 2021: Monte Verità – Der Rausch der Freiheit
- 2022: Tatort: Alles was Recht ist (Fernsehreihe)
- 2023: Landkrimi – Der Tote in der Schlucht (Fernsehreihe)
- 2024: The Million Dollar Bet
- 2025: Zweitland

## Auszeichnungen und Nominierungen
- Österreichischer Filmpreis 2015 – Auszeichnung in der Kategorie Bester Dokumentarfilm für We Come As Friends gemeinsam mit Hubert Sauper
- Österreichischer Filmpreis 2021 – Nominierung in der Kategorie Bester Dokumentarfilm für Epicentro[5]
- 53. Fernsehpreis der Österreichischen Erwachsenenbildung (2021) – Auszeichnung in der Kategorie Fernsehfilm für Das Mädchen aus dem Bergsee[6]
- Österreichischer Filmpreis 2022 – Nominierung in der Kategorie Bester Spielfilm für Moneyboys[7]